# Harpyionycteris whiteheadi
Harpyionycteris whiteheadi là một loài động vật có vú trong họ dơi quạ, bộ dơi. Loài này được Thomas mô tả năm 1896.

## Hình ảnh

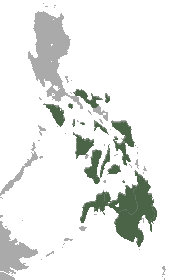